# Legno strutturale

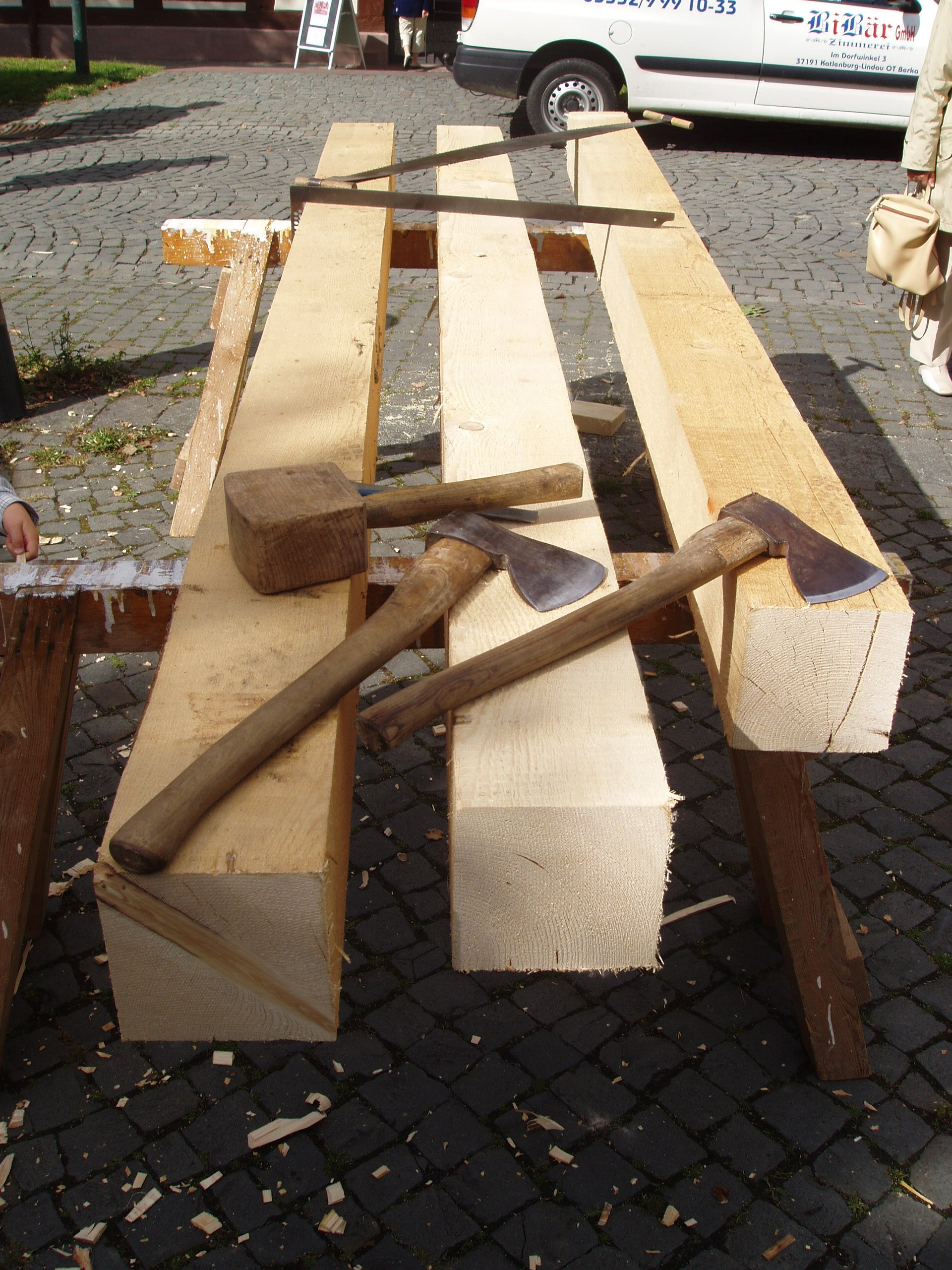
Gli strumenti tradizionali della lavorazione del legno strutturale

Per legno strutturale si intende il legno usato per la costruzione di edifici. Il legno è il più antico materiale da costruzione utilizzato dall'uomo per la propria casa, come testimonia anche l'archeologia sperimentale.
Esempi significativi di edifici e costruzioni realizzate con questo prodotto della foresta e del bosco sono le terramare, i trabucchi, il Battistero lateranense, la cupola della Primaziale di Pisa, la Chiesa Madre Basilica di San Leone di Assoro, il Globe Theatre, la chiesa di Karlskrona, le case della Lessinia, di Bryggen e di Tomsk, il tetto a volta della Oude Kerk (Amsterdam), la Knochenhaueramtshaus di Hildesheim, il tetto del Castello di Donegal, lo stadio Lansdowne Road e il ponte di Giulianova.

## Descrizione
Moderne realizzazioni italiane sono l'Auditorium Parco della Musica di Renzo Piano a Roma, il Modigliani Forum di Livorno, il Palasport della Spezia, il Nuovo Ponte Vecchio di Ponte San Giovanni (Perugia), la Nuova Fiera di Rimini, il nuovo stadio per l'atletica leggera Luigi Ridolfi di Firenze, il nuovo terminal crocieristico di Brindisi. Il legno è stato utilizzato nelle costruzioni sin dall'epoca antica.
Uno dei più antichi metodi di costruzione delle case è quello definito blockbau, nel quale si sovrappongono orizzontalmente tronchi o travi fino a formare delle pareti. L'aggancio è ottenuto agli angoli, dove vengono ricavate delle connessioni che permettono l'incasso e, allo stesso momento, un irrigidimento della struttura. La quantità di legno per realizzare questo tipo di abitazione è elevata.
L'uso del legno come materiale strutturale era prassi consolidata fino alla fine dell'Ottocento.
La stazione ferroviaria Milano Cadorna, inaugurata nel 1879, aveva una struttura iniziale in legno, dall'aspetto di chalet.
L'introduzione dell'acciaio e del cemento armato ne hanno segnato il progressivo regresso alla fine del XIX secolo, limitandone l'impiego a pochi campi come l'ingegneria naturalistica o ad applicazioni leggere come la serra o come cassaforma.
Tale declino è stato molto più marcato in Italia che nelle altre nazioni europee, addirittura in Scandinavia non è mai cessato, mentre nell'America settentrionale si è continuato ad utilizzarlo in maniera estensiva, specialmente nell'edilizia civile, come ad esempio a Venice.
Solo il recente sviluppo della progettazione architettonica e di nuove tecniche costruttive, nonché l'approfondimento dell'analisi strutturale e della resistenza alla combustione del legno, unitamente all'introduzione di nuovi prodotti preservanti dal degrado e dagli insetti sociali, ha consentito di riappropriarsi delle innumerevoli possibilità architettoniche, della straordinaria natura estetica e della totale compatibilità con i criteri dello sviluppo sostenibile che una struttura in legno può offrire.
Ogni famoso architetto si è sempre cimentato nell'uso del legno strutturale, da Renzo Piano a Frank Lloyd Wright, da Glenn Murcutt a Arne Jacobsen, da Peter Harrison a Arthur Erickson.
Da sempre, l'ingegnere ne apprezza le particolari proprietà meccaniche, come nell'Universeum di Gert Wingårdh in Svezia. Walter Gropius nel 1921 progetta e costruisce a Dahlem (Berlino), nell'abito delle attività didattiche del Bauhaus, Casa Sommerfeld con il fasciame di una vecchia nave donata dall'omonimo commerciante di legname. La casa in legno massiccio lo interessava particolarmente in quanto considerava il sistema blockbau essenza costruttiva di un materiale specifico, dove l'utilità costruttiva, la forma strutturale e l'architettura coincidono in un unico edificio.
Secondo un recentissimo studio, tutte le aziende italiane del settore intervistate forniscono una stima positiva del mercato, con una crescita del 15%, sebbene in generale le costruzioni in Italia siano in rallentamento.

### Prodotti in legno strutturale e loro utilizzo

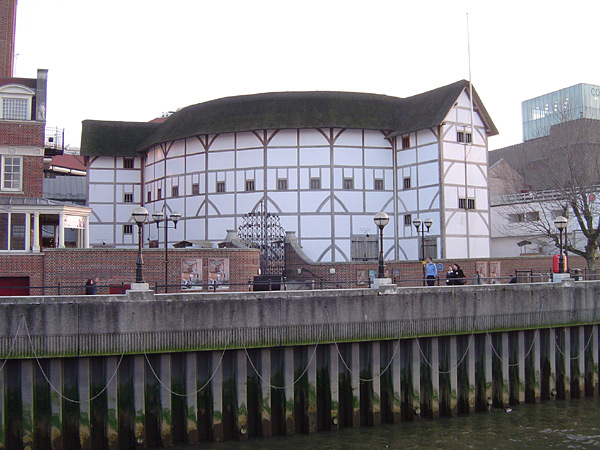
Londra, Gran Bretagna. Il Globe Theatre

I prodotti e gli elementi costruttivi derivati dal legno utilizzati nelle opere da costruzione possono essere di vario tipo ma derivano tutti dalla segagione, dalla sfogliatura e tranciatura, dalla sminuzzatura o dalla sfibratura del fusto di alberi di abete rosso, di pino, di larice o di castagno, che rappresentano le specie arboree più utilizzate ai fini strutturali dell'arboricoltura italiana.
Dalla squadratura meccanica del fusto possono essere ricavati sia elementi monolitici con sezioni rettangolari aventi diversi rapporti di larghezza/altezza (con cuore o fuori cuore), sia elementi sottili come tavole, listelli o morali. Gli elementi sottili possono poi essere uniti fra loro con una specifica colla, con una vite o con collegamenti realizzati in acciaio da carpenteria, per dar luogo ad un elemento monolitico ricomposto.
Il più utilizzato è il "Guerci", legno molto pregiato e difficile da lavorare, difatti si può notare per le sue modeste forme rotonde e a toccarlo si nota che è molto levigato.

## Caratteristiche meccaniche

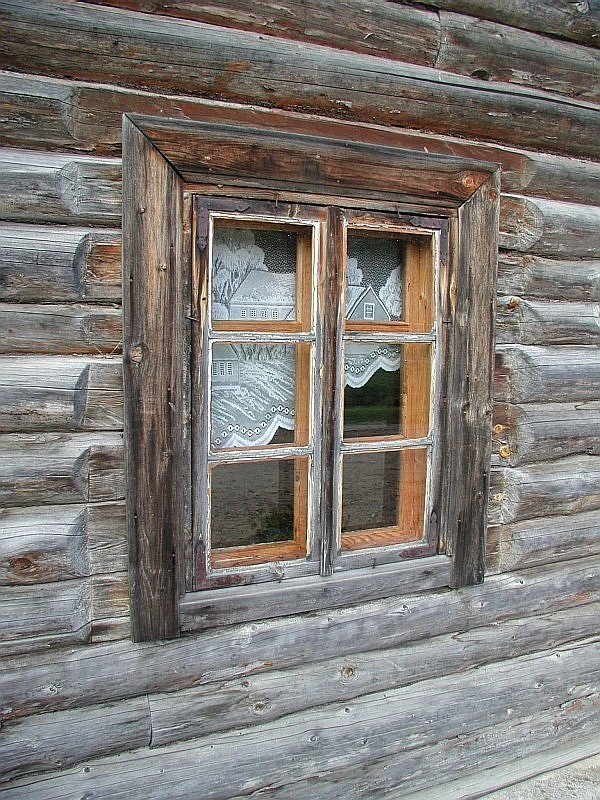
L'aspetto di una casa tradizionale in legno strutturale

Il legno è leggero, perché il suo peso specifico è inferiore ai 500 kg/m³, contro, ad esempio, i 2.000-2.500 del cemento armato e i 7.800 dell'acciaio.
È resistente, perché l'efficienza prestazionale del legno ai fini strutturali ha qualità simili a quelle dell'acciaio. L'efficienza prestazionale può essere definita come il rapporto tra il modulo di elasticità E e un parametro di resistenza f (es. resistenza a compressione (meccanica)).
| Materiale                         | E/f  |
| --------------------------------- | ---- |
| Calcestruzzo (Rck300, fck 25 MPa) | 1250 |
| Acciaio S275 (ft = 430 MPa)       | 480  |
| Legno lamellare (BS 11 ÷ BS 18)   | 470  |
| Alluminio (lega 7020, ft 355 MPa) | 200  |

È economico, perché il suo ciclo di produzione ottimizza l'uso di una risorsa naturale di per sé povera ma rinnovabile, offrendo elementi altrimenti non utilizzabili in natura e limitati solo dalle dimensioni di trasporto.
Il legno strutturale è anche affidabile, innovativo e di aspetto gradevole.
È affidabile, perché l'intero processo produttivo segue una prassi normata e continuamente monitorata. Il risultato finale è un prodotto dalle prestazioni definite e certificate.
È innovativo, perché le tecniche di progettazione, lavorazione, assemblaggio e giunzione sono in continua evoluzione e offrono sempre nuove possibilità sia in termini di fattibilità che di contenimento dei costi.
È di aspetto gradevole, perché il materiale viene selezionato anche sotto l'aspetto estetico per essere presentato, in tutta la sua naturalezza, compatto e privo di difetti.
Tra i suoi tanti vantaggi possiamo annoverare anche il fatto che sia
- un buon isolante termico, elettrico ed acustico;
- un materiale igroscopico, in grado quindi di assorbire le variazioni di umidità dell'ambiente;
- un materiale organico, composto da circa il 50% di carbonio, dal 42% di ossigeno, dal 6% di idrogeno, 1% di azoto e 1% di elementi diversi.

Un'altra grande opportunità di impiego del legno nelle costruzioni è oggi offerta dai centri di lavoro a controllo numerico. Tali tecnologie, veramente sofisticate e raffinate, proiettano il progetto col legno verso scenari finora nemmeno immaginabili. Con tali macchine la lavorazione del legno supera il condizionamento del tempo – la lavorazione di taluni particolari costruttivi difficili e complicati viene eseguita in pochi secondi – e si potrà sempre più eliminare la presenza dell'acciaio, spesso fonte di patologie in molti componenti lignei.

### Comportamento sismico
Le prestazioni delle strutture in legno in caso di sisma sono particolarmente interessanti, legati alle caratteristiche meccaniche del materiale. Diversamente dalla strutture in laterizio o murature, il legno ha buone capacità di resistenza non solo alla compressione ma anche alla trazione, unito alla elasticità, che permette una buona capacità di oscillazione, e alla leggerezza. Quest'ultima caratteristica rende gli edifici di minore massa complessiva, proprietà che limita gli effetti delle onde sismiche.

## Caratteristiche tecniche del legno lamellare
| Classi di resistenza | Classe delle tavole incollaggio omogeneo | Classe delle tavole incollaggio combinato |
| -------------------- | ---------------------------------------- | ----------------------------------------- |
| GL24 (BS11)          | S10 o MS10                               | S10 / S7 o MS10 / MS7                     |
| GL28 (BS14)          | S13 o MS13                               | S13 / S10 o MS13 / MS10                   |
| GL32 (BS16)          | MS13                                     | MS13 / MS10                               |
| GL36 (BS18)          | MS17                                     | MS17 / MS13                               |

| Caratteristiche meccaniche      | GL24  | GL28  | GL32  | GL36  |
| ------------------------------- | ----- | ----- | ----- | ----- |
| Flessione fm,k [MPa]            | 24    | 28    | 32    | 36    |
| Trazione // ft,0k [MPa]         | 16.5  | 19.5  | 22.5  | 26    |
| Compressione // fc, 0k [MPa]    | 24    | 26.5  | 29    | 31    |
| Compressione ± fc, 90 k [MPa]   | 2.7   | 3     | 3.3   | 3.6   |
| Taglio fv,k [MPa]               | 2.7   | 3.2   | 3.8   | 4.3   |
| Modulo di elasticità E // [MPa] | 11600 | 12600 | 13700 | 14700 |
| Modulo di elasticità E ± [MPa]  | 390   | 420   | 460   | 490   |
| Modulo di taglio G [MPa]        | 720   | 780   | 850   | 910   |

## Caratteristiche ambientali

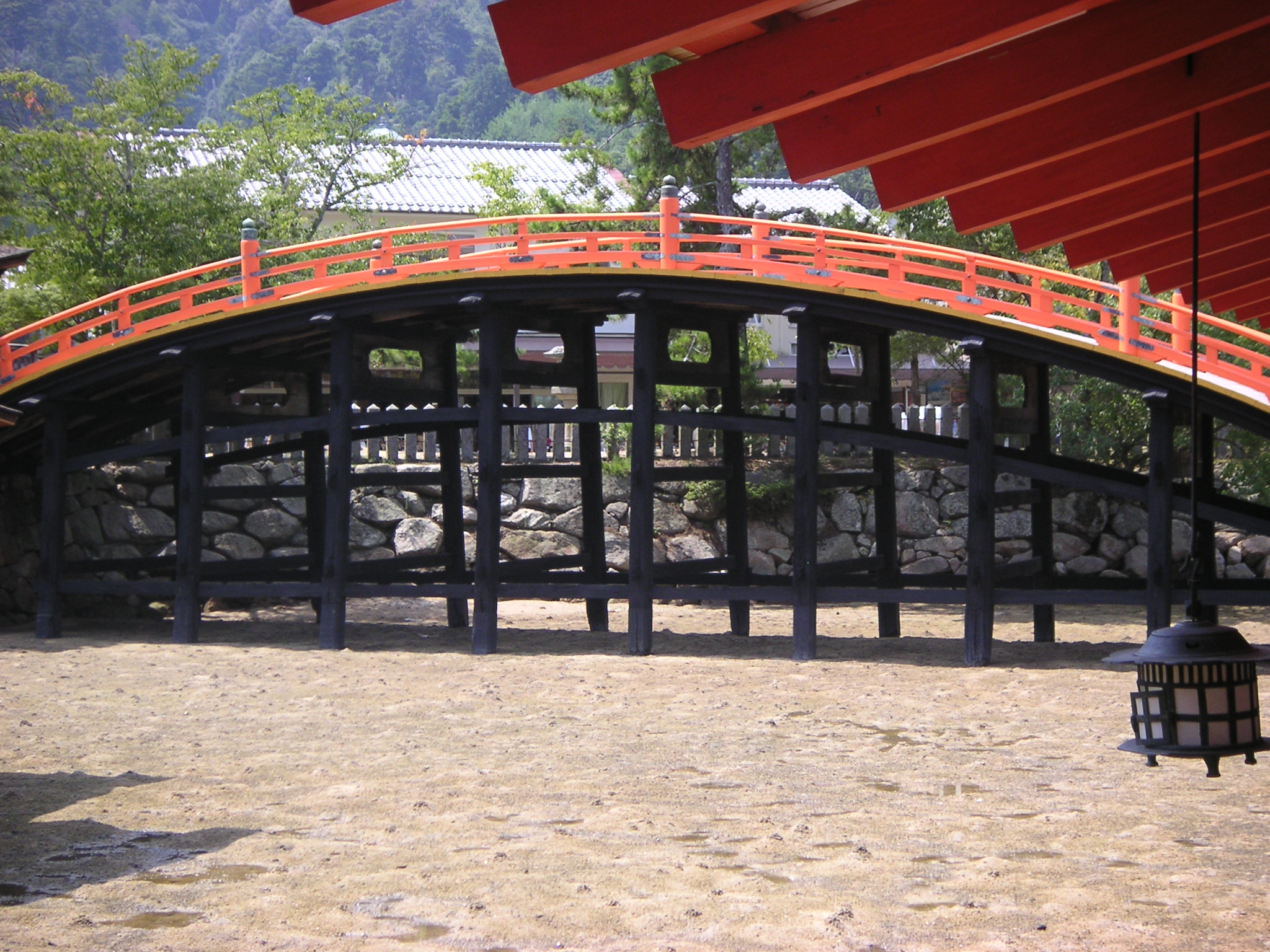
Miyajima, Giappone. Uno dei ponti simbolici del tempio

Tra le peculiarità del legno vanno evidenziati alcuni aspetti legati all'ambiente e alla sua tutela. Il legno, infatti, è un materiale naturale e una delle energie rinnovabili, richiede un basso contenuto di energia durante la fase di produzione ed è biodegradabile oltre che facilmente inseribile nel processo di rigenerazione. La coltivazione della materia prima aiuta il pianeta Terra. Infatti, per uso industriale, il legname viene sottoposto a segagione solo in fase di invecchiamento, mentre sono le piante giovani quelle che trasformano più anidride carbonica in ossigeno, attraverso la fotosintesi clorofilliana.
A confronto con materiali metallici, plastici o cementizi, gli elementi strutturali in legno richiedono poca energia primaria per essere prodotti. Assumendo come unità di misura le MJ/ton: il valore per le strutture in legno è 1, per il cemento armato 4, per il laterizio 6, per il vetro 24, per l'acciaio 60, per l'alluminio 250, per il titanio 800 e per le fibre composite 4.000.Nel ciclo completo di vita di una costruzione, lo smaltimento e il relativo riciclaggio dei rifiuti di una struttura in legno costituisce un onere minore rispetto ad altre tecnologie costruttive, se non addirittura una risorsa, laddove è possibile riutilizzarlo in altre forme.

### Contenuto di umidità del legno

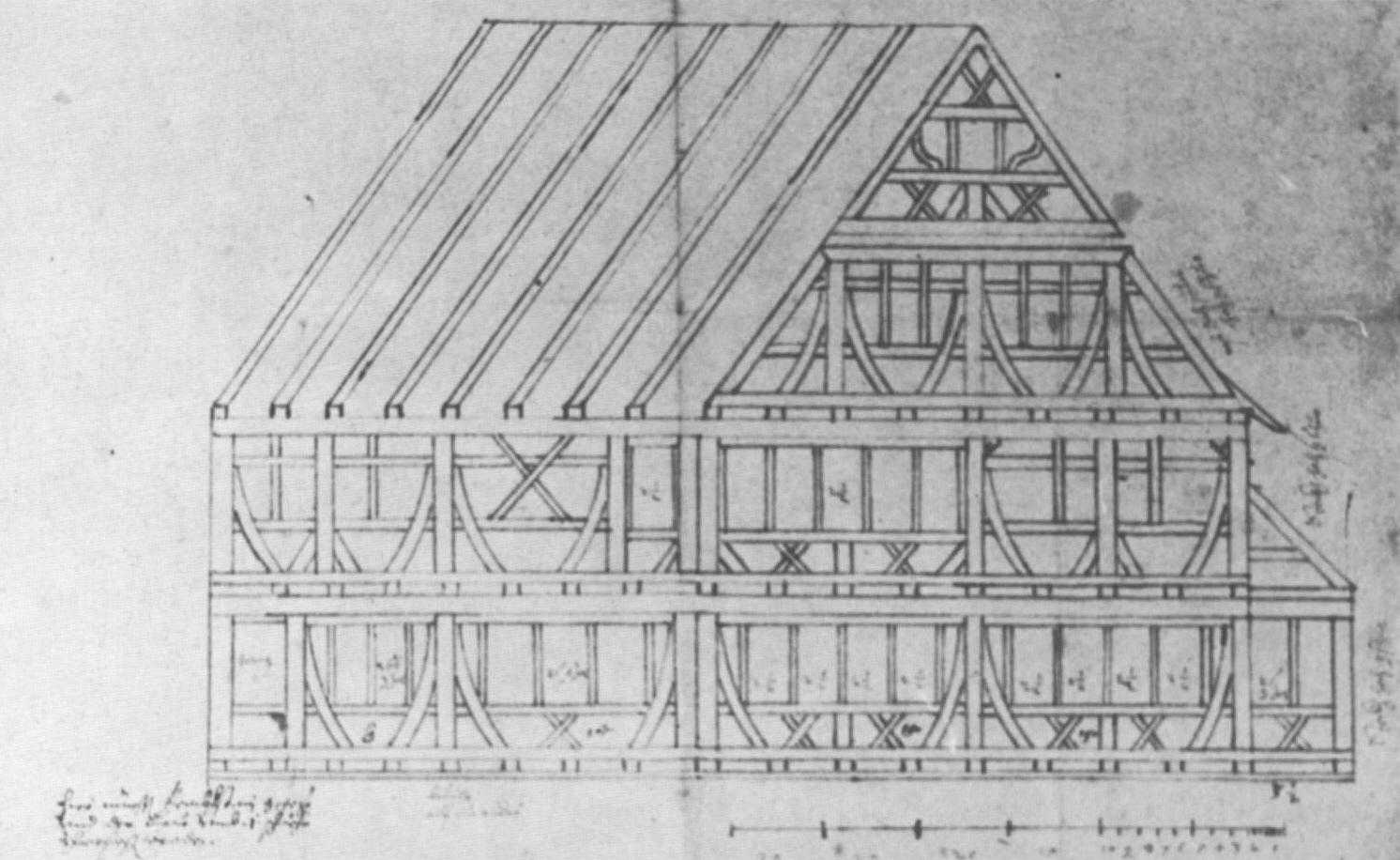
Progetto del telaio in legno strutturale

Mentre, per motivi commerciali, le travi di legno massiccio non vengono più trattate in essiccatoio, le tavole e gli sfogliati impiegati per realizzare il legno lamellare e i compensati devono obbligatoriamente essere soggette al controllo dell'umidità del legno.
Il fenomeno più difficile da gestire, da un punto di vista estetico, è il punto di saturazione delle fibre legnose.

### Catena di custodia

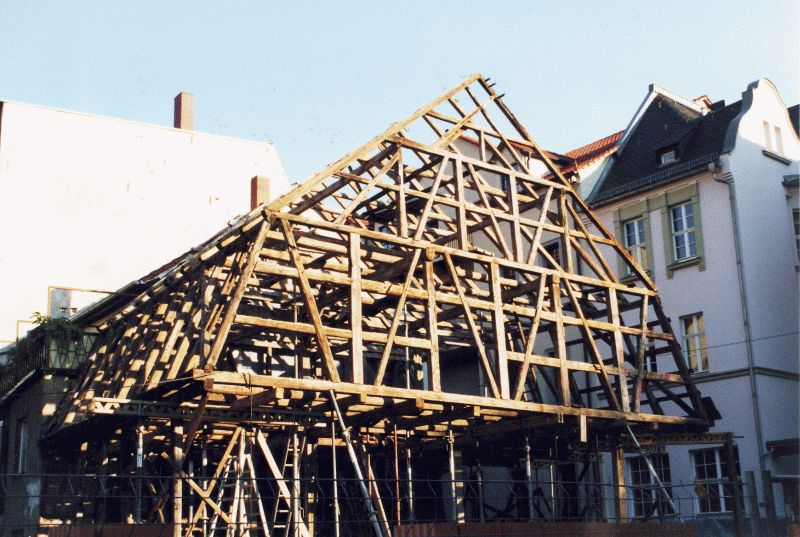
Jena, Germania. Esecuzione del telaio in legno strutturale di una casa

Essendo da sempre elemento di commercio, il legname va accuratamente selezionato in funzione della provenienza, per evitare la distruzione delle foreste dell'Amazzonia o dell'Asia. Pertanto è sempre bene controllare che sia soggetto a certificazioni di qualità PEFC o FSC (Forest Stewardship Council).

### Edilizia sostenibile

Assemblaggio di pareti prefabbricate in legno strutturale

Per edilizia sostenibile si intende un'edilizia che soddisfi possibilmente ogni bisogno dell'attuale generazione senza limitare la capacità delle generazioni future di soddisfare le proprie. Si tratta di un processo che promuove lo sviluppo economico salvaguardando la salute dei singoli, della società e dell'ecosistema, senza sprecare risorse. Identifica il progressivo adeguamento al principio di sostenibilità del modo di costruire e di trasformare il territorio.
Utilizzare il legno come materiale strutturale diviene una scelta naturale per un'edilizia sostenibile. Infatti i principi generali su cui essa si basa sono:
- l'utilizzo di materiali rinnovabili, traspiranti e gradevoli al tatto e viceversa la riduzione del consumo di risorse non rinnovabili;
- la riduzione del consumo di energia in tutte le fasi del ciclo di vita dell'edificio: produzione, trasporto, costruzione, esercizio, demolizione e smaltimento;
- la minimizzazione dell'impatto su suolo, acqua ed aria in tutte le fasi del ciclo di vita dell'edificio;
- rendere facili le rimozioni, sostituzioni o integrazioni.
- minimizzare l'inquinamento dell'ambiente abitato e i possibili danni alla salute degli occupanti.

Il legno strutturale in edilizia è dunque un prodotto valido sia per tecnica di produzione che per rispetto ambientale ed ecocompatibilità.

## Aspetti normativi

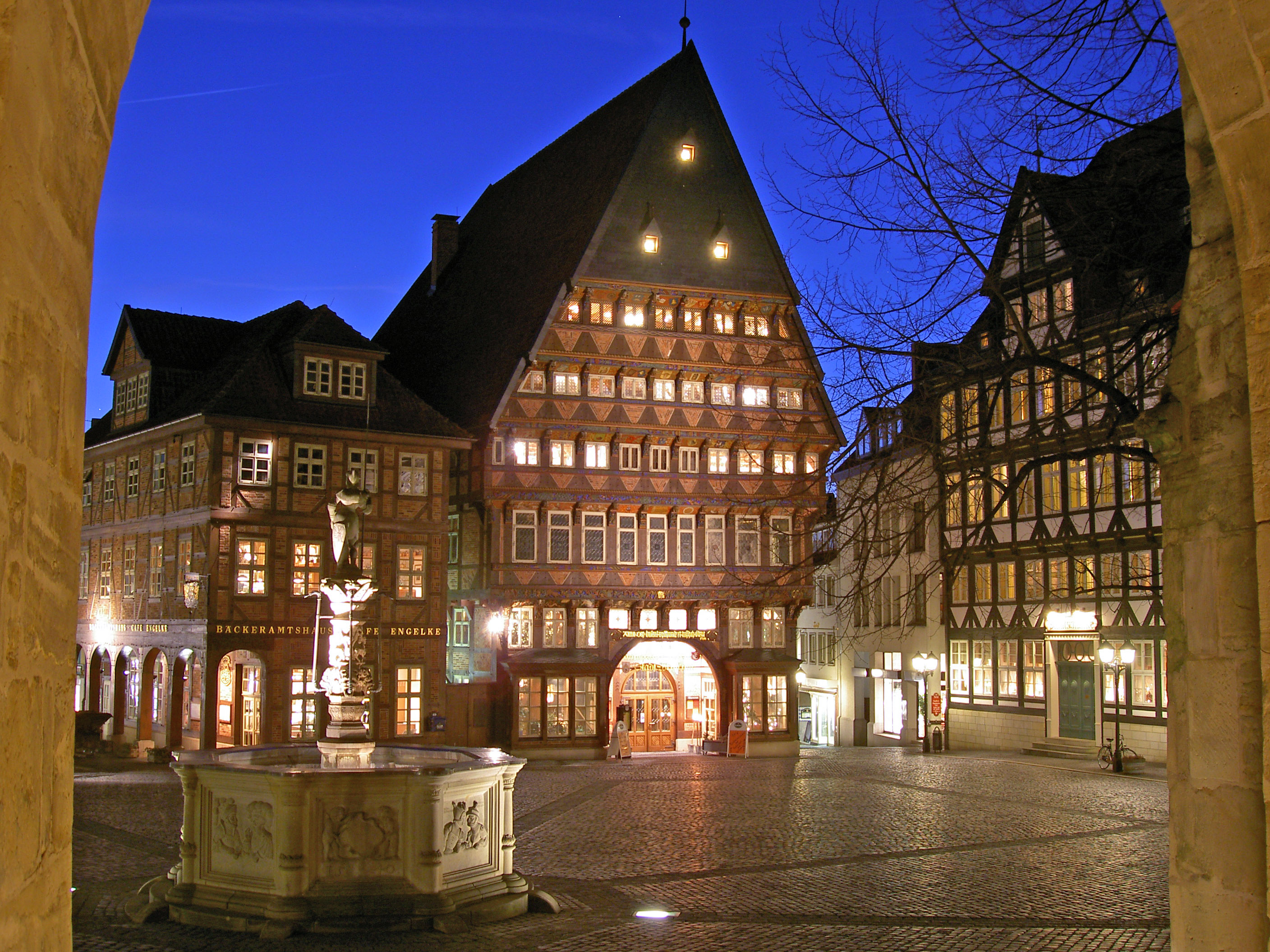
Hildesheim. La Knochenhaueramtshaus

Come tutti gli altri materiali da costruzione, anche il legno strutturale è soggetto al rispetto delle normative tecniche vigenti in Italia, siano esse determinate a livello nazionale o recepite dalla Comunità Europea.

### Normativa

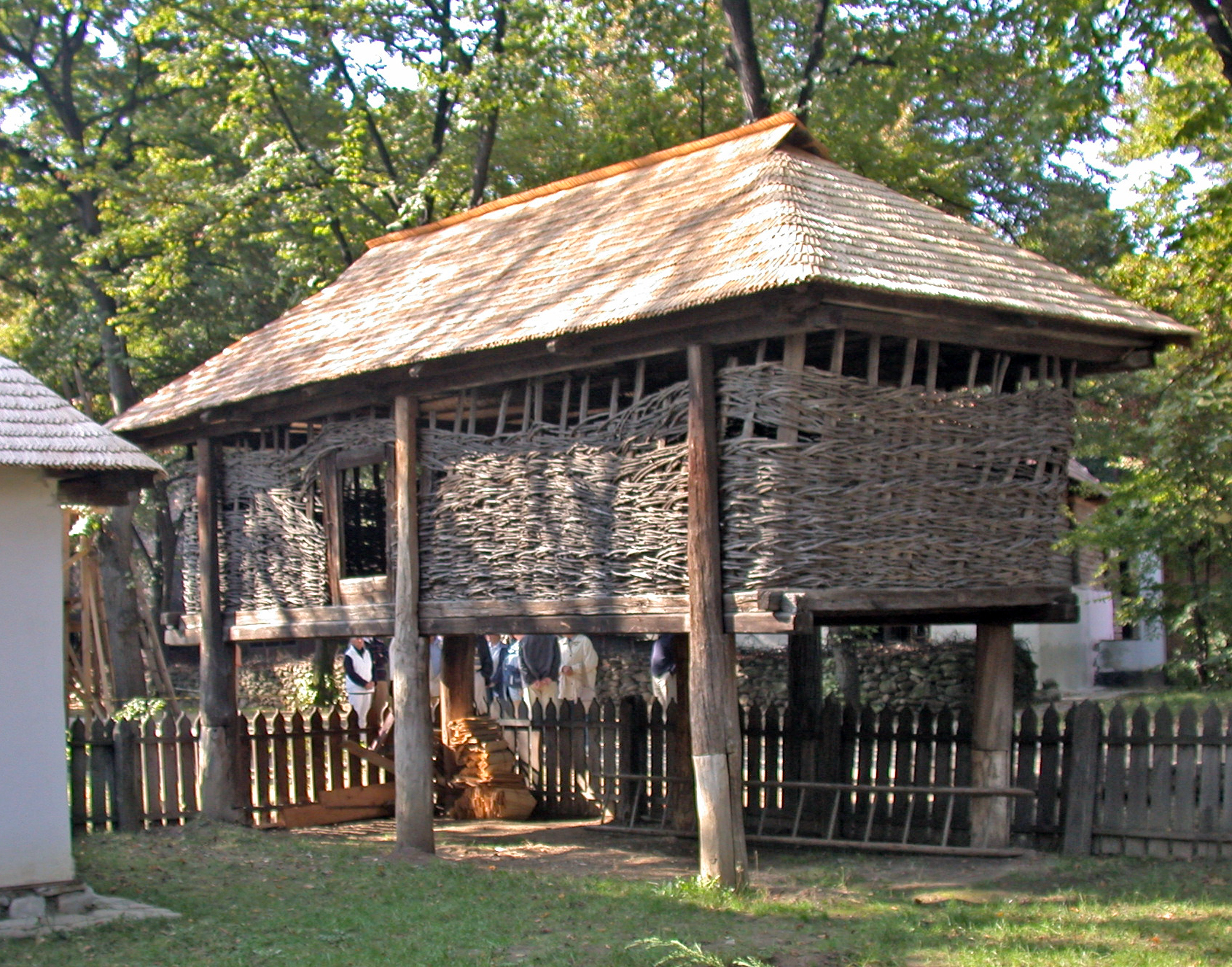
Bucarest, Romania. Granaio in legno nel "Village Museum"

Norme CEN riguardanti il legno strutturale:
- EN 14080 Glued laminated timber
- EN 14081 Strength grades structural timber with rectangular cross section
- EN 15228 Structural timber preservative treated against biological attacks
- EN 14250 Product requirements for prefab. structural members assembled with punched metal plate fasteners
- EN 14374 Structural laminated veneer
- EN 14732 Prefab. structural wall, floor and roof elements
- EN 14229 Wood Poles
- EN 14545 Connectors
- ETAG 007 Timber prefabricated building kits
- ETAG 011 Light composite wood-based beams and columns
- ETAG 012 Log prefabricated building kits
- ETAG 015 Three dimensional nailing plates

Norme già recepite in Italia:
- UNI EN 14080:2005 – Strutture di legno – Legno lamellare incollato – Requisiti.

La presente norma è la versione ufficiale in lingua inglese della norma europea EN 14080 (edizione giugno 2005). La norma specifica i requisiti per il legno lamellare incollato utilizzato nelle strutture portanti. La norma fornisce anche la metodologia per la valutazione di conformità e la marcatura del legno lamellare incollato
- UNI EN 14081-1:2006 – Strutture di legno – Legno strutturale con sezione rettangolare classificato secondo la resistenza – Parte 1: Requisiti generali.

La presente norma è la versione ufficiale in lingua inglese della norma europea EN 14081-1 (edizione novembre 2005). La norma specifica i requisiti per la classificazione a vista e a macchina del legno strutturale con sezione rettangolare.
- UNI EN 14250:2005 – Strutture di legno – Requisiti di prodotto per elementi strutturali prefabbricati assemblati con elementi di collegamento di lamiera metallica punzonata.

La presente norma è la versione ufficiale in lingua inglese della norma europea EN 14250 (edizione novembre 2004). La norma specifica i requisiti di prodotto per elementi strutturali prefabbricati (capriate, travi ecc.) per l'utilizzo negli edifici e nei ponti costruiti con elementi strutturali di legno (con o senza giunti a dita) assemblati con elementi di collegamento di lamiera metallica punzonata. La norma specifica inoltre i metodi per eseguire la valutazione della conformità e la marcatura.
- UNI EN 14374:2005 – Strutture di legno – LVL – Requisiti.

La presente norma è la versione ufficiale in lingua inglese della norma europea EN 14374 (edizione novembre 2004). La norma specifica i requisiti per pannelli LVL per applicazioni strutturali. La norma fornisce i metodi da utilizzare per la valutazione della conformità e del contenuto della marcatura da applicare sui prodotti.

### Marcatura CE
Con l'entrata in vigore definitiva del Decreto Ministeriale recante le nuove Norme Tecniche per le Costruzioni, a partire da aprile 2007, ogni elemento costruttivo strutturale derivato dal legno, come tutti gli altri prodotti strutturali, dovrà riportare un marchio CE (marcatura CE ai sensi della 89/106/CE) per poter essere immesso sul mercato italiano, ed europeo, e per poter essere accettato dal direttore dei lavori all'ingresso in cantiere.
| Mandato CEN                                                                | M/112 Legno strutturale                                   | M/112 Legno strutturale |
| Norma EN                                                                   | EN 14080:2005                                             | EN 14081-1:2005 |
| Titolo                                                                     | Strutture di legno –Legno lamellare incollato - Requisiti | Strutture di legno - Legno strutturale con sezione rettangolare classificato secondo la resistenza - Parte 1: Requisiti generali |
| Requisiti Essenziali secondo il mandato                                    | 1,2,3                                                     | 1,2 |
| Sistema Attestazione di Conformità                                         | 1                                                         | 2+ |
| Entrata in vigore della norma Armonizzata (inizio marcatura CE volontaria) | 01/04/2006                                                | 01/10/2006 |
| Fine del periodo di coesistenza (inizio marcatura CE obbligatoria)         | 01/04/2009                                                | 01/10/2009 |
| Norma UNI                                                                  | UNI EN 14080:2005                                         | UNI EN 14081-1:2006 |
| Data pubb.                                                                 | ott-05                                                    | apr-06 |

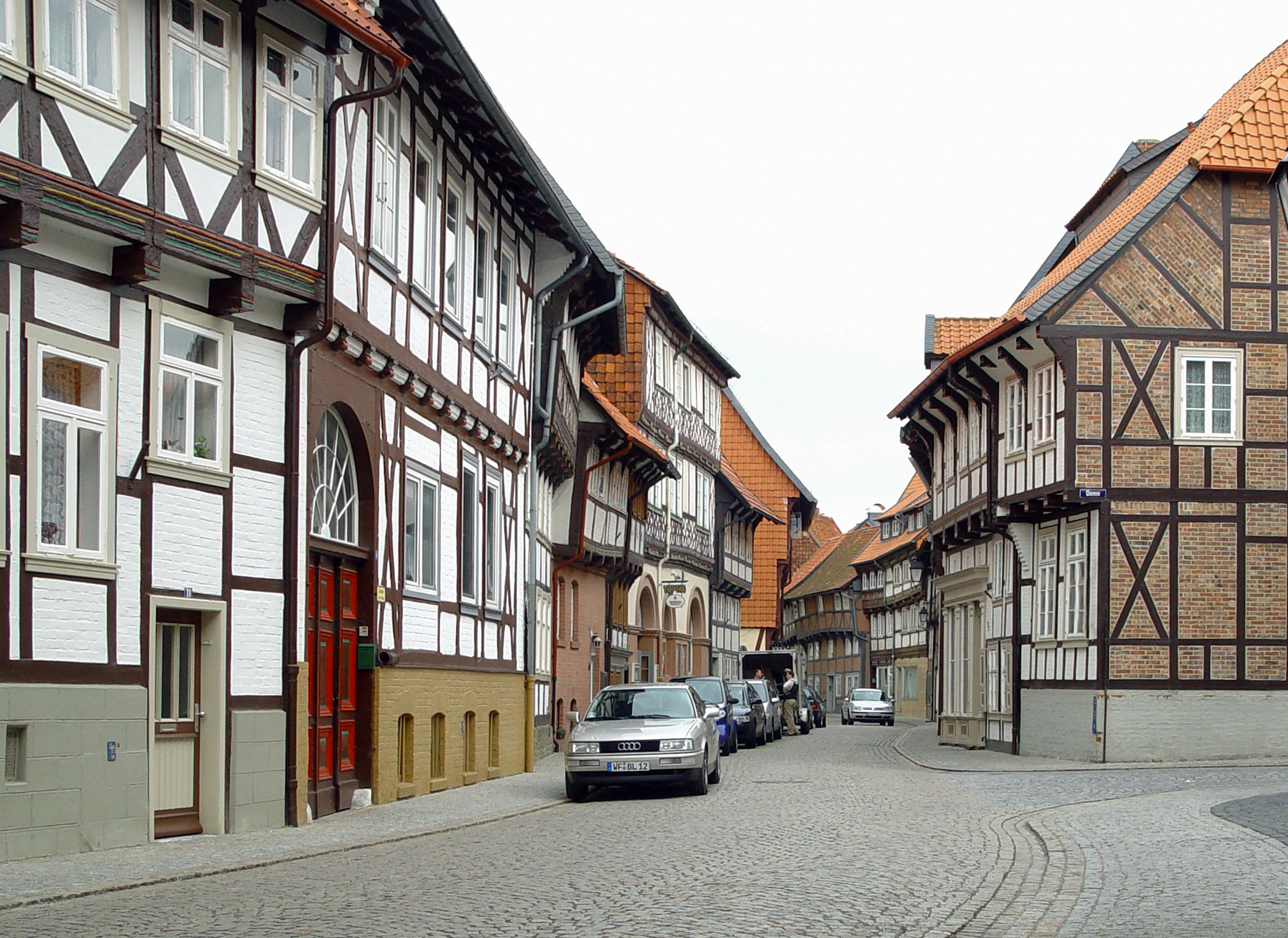
Hornburg. Case a telaio di legno strutturale

L'obbligo di marcatura CE non si pone per le travi giacenti in magazzino, purché rispondano ai requisiti previsti dalle specifiche norme. Comunque fino ad esaurimento scorte.

### Requisiti essenziali
1. Resistenza meccanica e stabilità (Ministero delle infrastrutture e dei trasporti)
2. Sicurezza in caso di incendio (Ministero dell'interno)
3. Igiene, salute e ambiente (Ministero dello sviluppo economico)
4. Sicurezza nell'impiego
5. Protezione contro il rumore
6. Risparmio energetico e ritenzione di calore

### Norme Tecniche per le Costruzioni

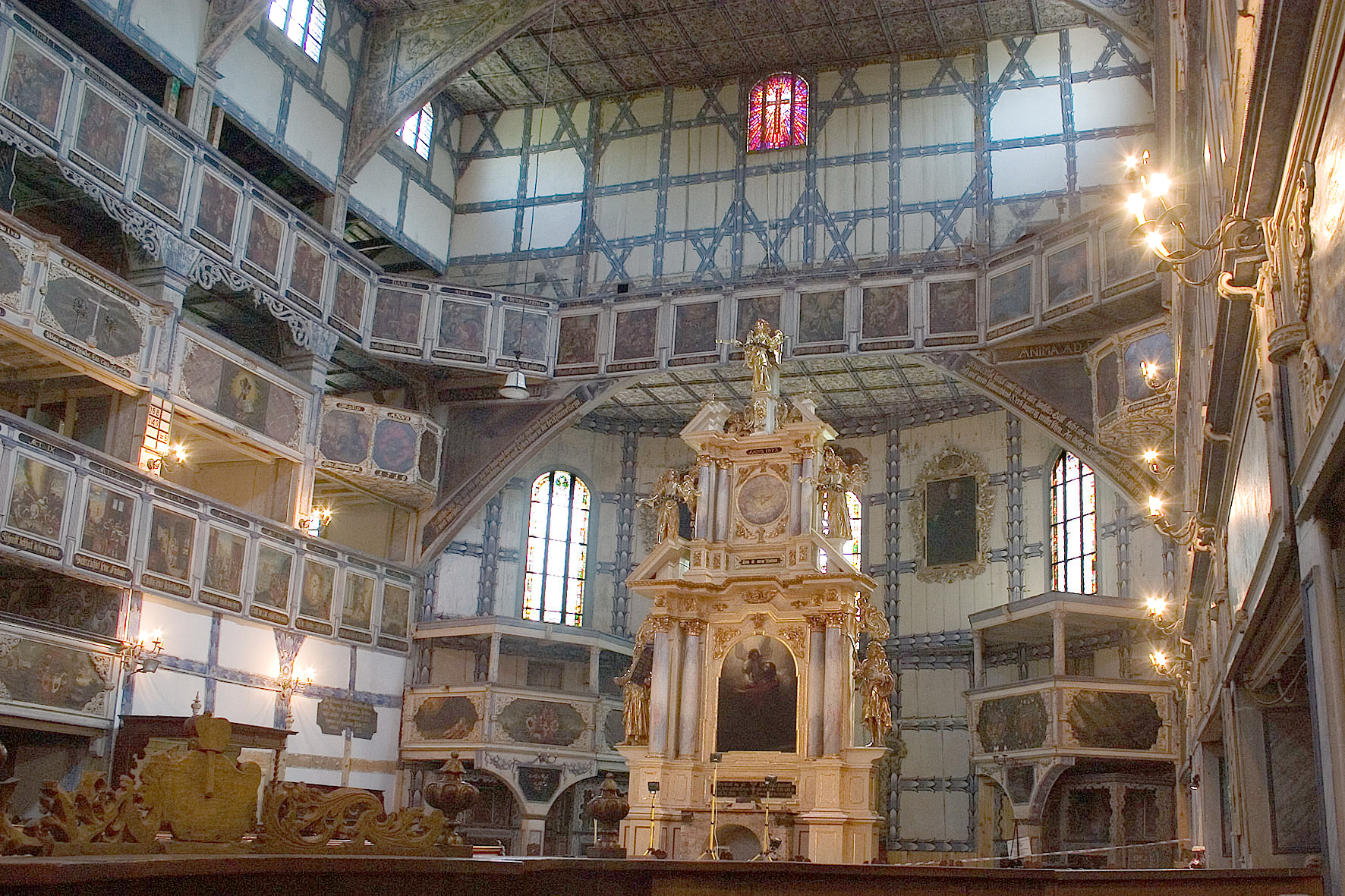
Jawor, Polonia. Chiesa della Pace

Col decreto del 14 settembre 2005 prima, rivisto poi dalle Norme Tecniche per le Costruzioni del 2008, finalmente si contempla anche il legno come materiale strutturale e si dettano le modalità di calcolo, esecuzione, collaudo, con particolare riguardo alla certificazione e controllo della qualità. Finalmente dunque anche in Italia c'è una norma che legittima il legno ed i prodotti derivati per l'uso costruttivo. Le norme tecniche contengono molte interessanti novità anche sul piano scientifico, soprattutto in materia sismica e nell'impostazione semiprobabilistica della sicurezza.

## Controlli sul legno strutturale
È il Direttore Lavori ad essere responsabile del controllo della veridicità della documentazione accompagnatoria. 
Tale controllo deve avvenire in primo luogo attraverso appositi controlli in accettazione indicati al punto 4 della UNI/TR 11499. È infatti il rapporto tecnico UNI/TR 11499 a fornire al Direttore Lavori i principi per procedere al controllo della conformità in fase di accettazione in cantiere del legno massiccio e dei prodotti a base di legno che contribuiscono alla sicurezza strutturale delle opere e che consentono all’opera stessa di soddisfare in maniera prioritaria il requisito “resistenza meccanica e stabilità” in riferimento alla legislazione vigente.

## Balloon frame

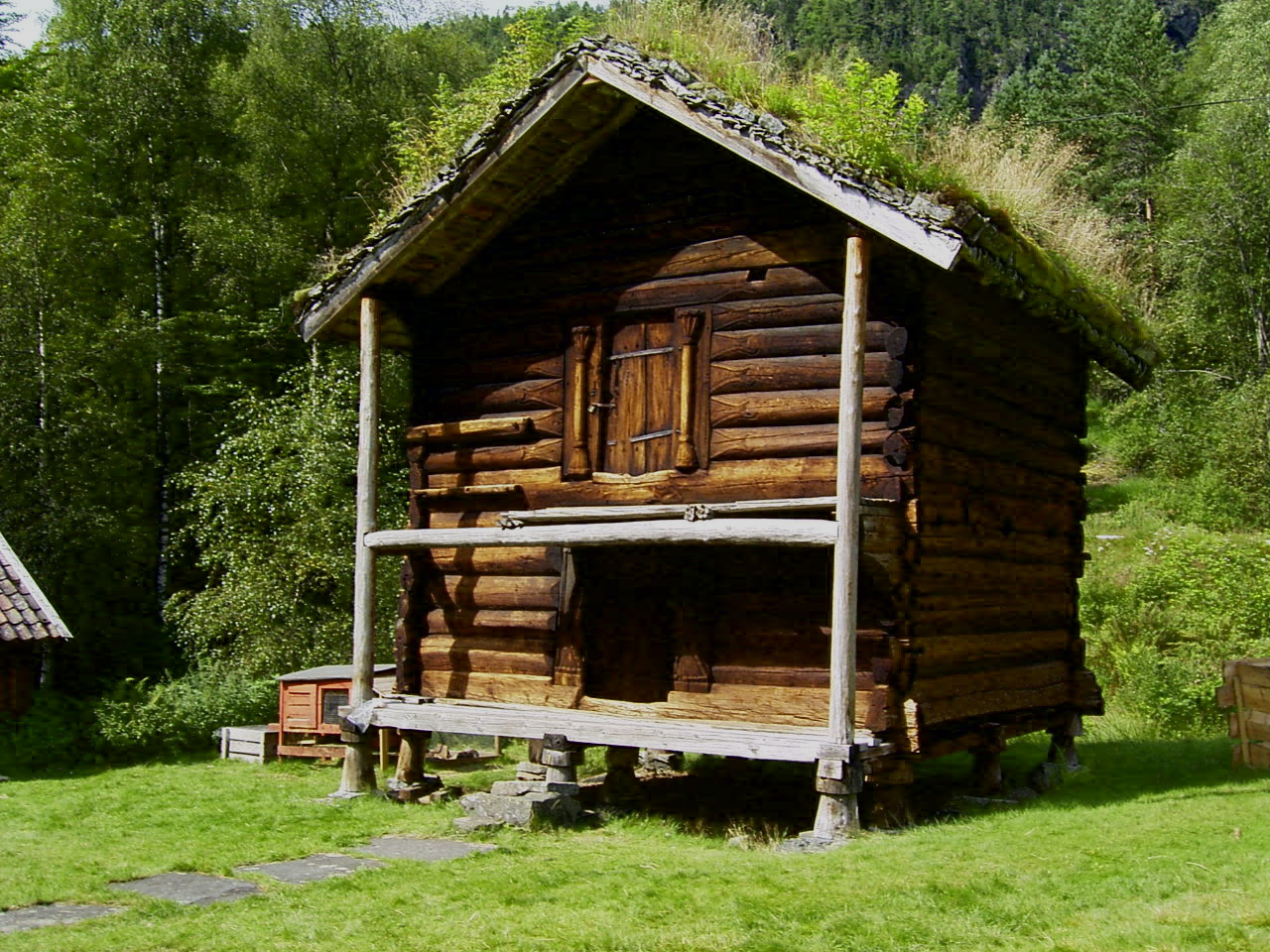
Una casa in legno blockbau

Balloon frame (letteralmente "struttura a pallone") è una tecnica di costruzione inventata nei primi anni del Novecento (propriamente nel 19 secolo o nell'Ottocento in quanto questa è la traduzione di "in the 19th century"), utilizzata per la realizzazione di edifici in legno prevalentemente in Scandinavia, Canada e negli USA. È costituita da una serie di listelli in legno di dimensioni unificate, unite mediante chiodatura e ritmate da sequenze modulari. Tavole disposte diagonalmente ne assicurano il controventamento, mentre altre tavole disposte in orizzontale proteggono l'edificio dall'esterno formandone anche la facciata.
Si differenzia delle tradizionali strutture in legno, per l'assenza di elementi principali e secondari.
Tale tecnica costruttiva permette di velocizzare la fase di costruzione in cantiere permettendo di svolgere la maggior parte delle lavorazioni in officina.
Le aperture, porte e finestre, sono necessariamente multipli del modulo fondamentale.Da tale sistema costruttivo deriva l'attuale sistema di prefabbricazione di edifici in legno ampiamente diffuso nel mercato residenziale extra urbano degli USA.

## X-LAM (CrossLam)
X-LAM o crosslam (cross laminated timber)  è l'ultima evoluzione della tecnologia del legno, impiegata per uso strutturale. Nata in Europa negli '90 ha permesso il ritorno di un utilizzo massiccio del legno nell'edilizia residenziale, garantendo la costruzione di edifici multipiano. È costituita da pannelli realizzati da lamelle (o tavole) in legno incollate a strati incrociati di 90° rispetto agli strati adiacenti.
È risaputo che il legno ha una migliore resistenza a flessione, trazione, compressione e taglio a seconda dell'angolo di incidenza della forza rispetto alla sua fibra naturale, andando quindi ad incollare le lamelle in strati incrociati si va a potenziare sensibilmente la resistenza dell'elemento strutturale.
I pannelli X-LAM possono essere utilizzati sia come pareti, che come solai a seconda della necessità. Vengono collegati tra loro e alla fondazione mediante collegamenti metallici a piastre e hold down.

## Terminologia

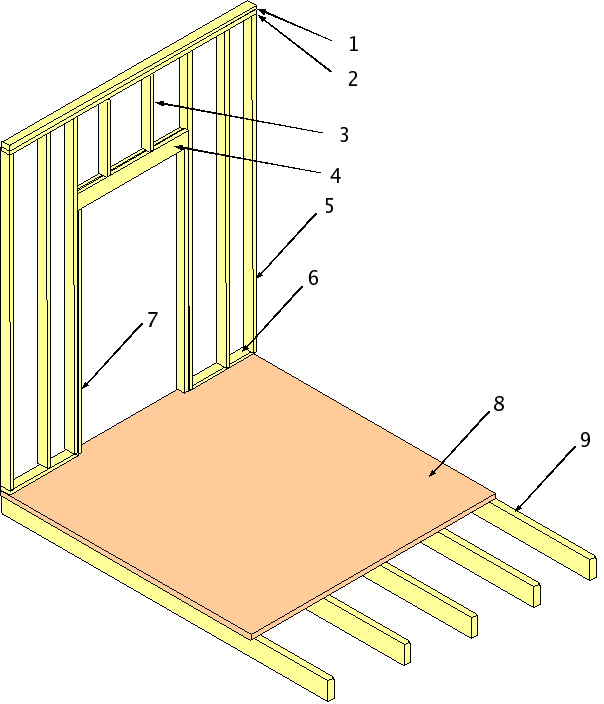
Progetto delle pareti in legno strutturale (platform).

È possibile consultare un glossario in lingua italiana dei termini riferibili al legno strutturale.

Esiste un glossario più completo, corredato da disegni esplicativi, in lingua inglese.

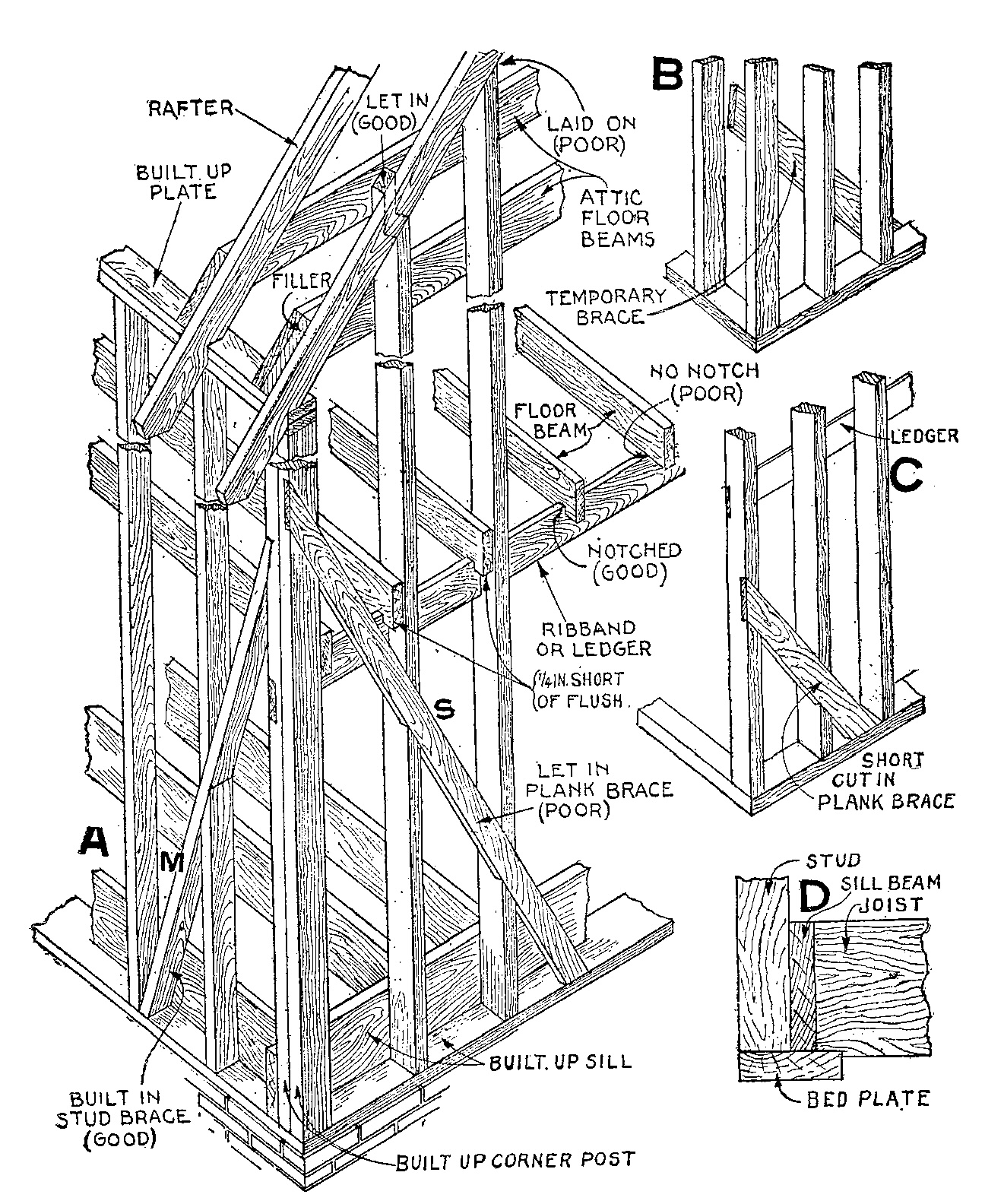
Progetto delle pareti in legno strutturale (sistema Balloon frame)

Poiché l'attuale cultura sul legno strutturale è prevalentemente straniera, può essere utile un traduttore dei termini tecnici.

## Esempi
Prodotti:
trave in legno massiccio monolitica;
trave in legno massiccio giuntata;
trave realizzata con tavole incollate;
trave in legno lamellare;
trave di piallacci stratificati;
compensato di tavole;
compensato di piallacci.
Elementi costruttivi:
capriata, centina.
Opere da costruzione:
solaio in legno strutturale, tetto in legno strutturale, copertura in legno strutturale,
casa in legno strutturale, casa passiva, ponte in legno strutturale.

## Galleria d'immagini

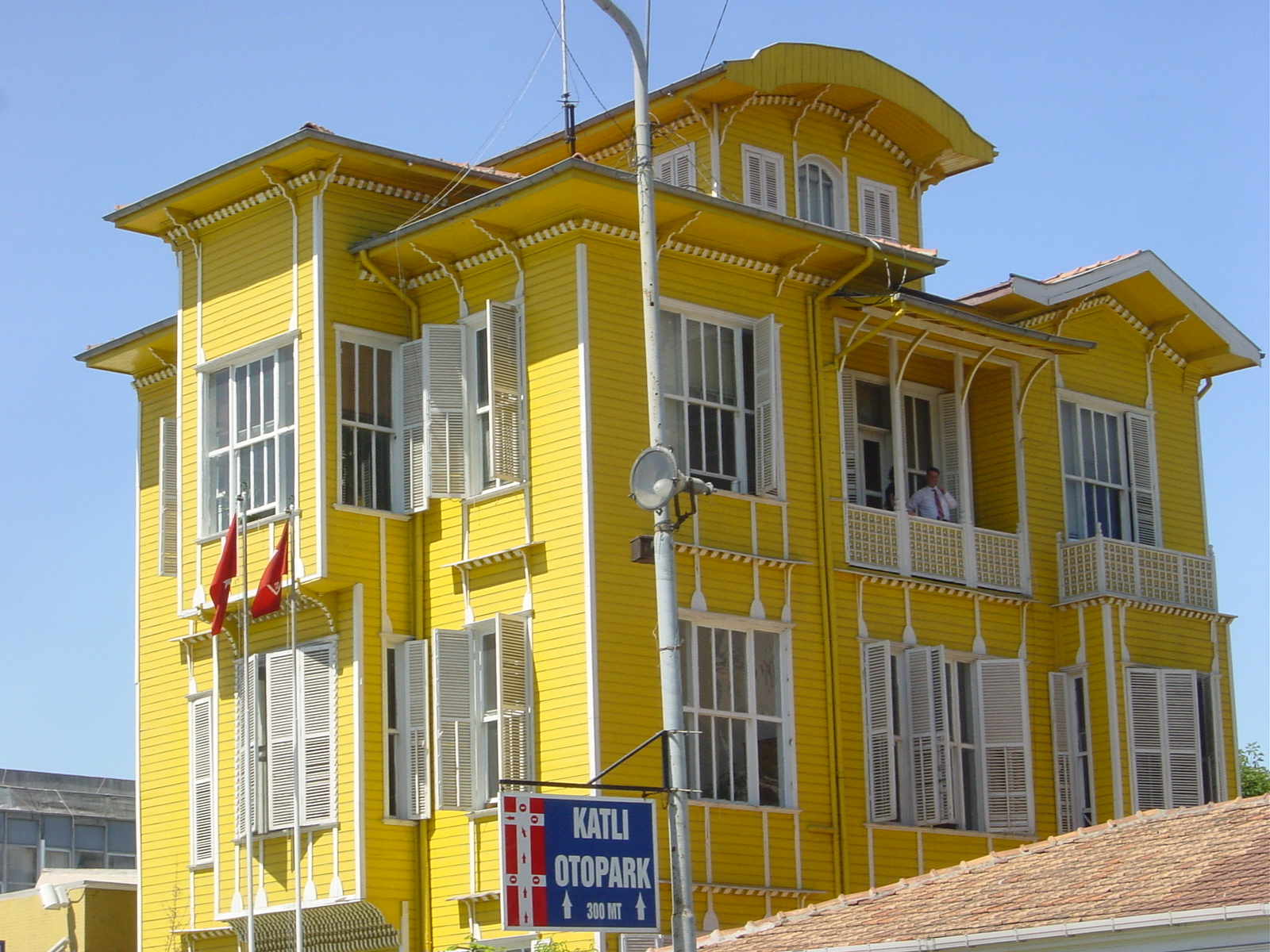
Hagia Sophia, Istanbul. Tipico edificio in legno strutturale
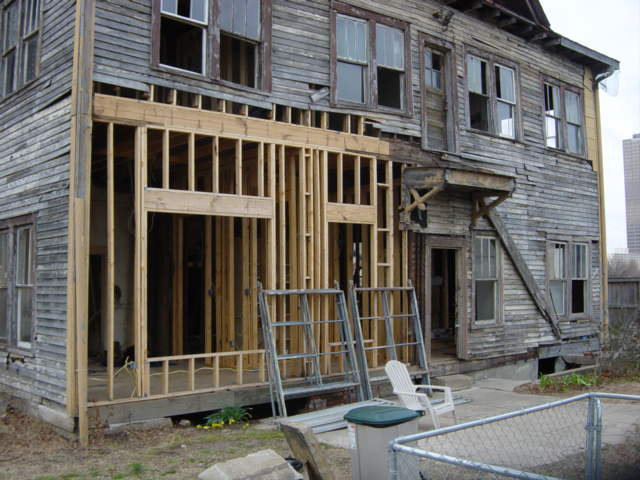
Anche le più vecchie strutture in legno possono essere facilmente rinnovate
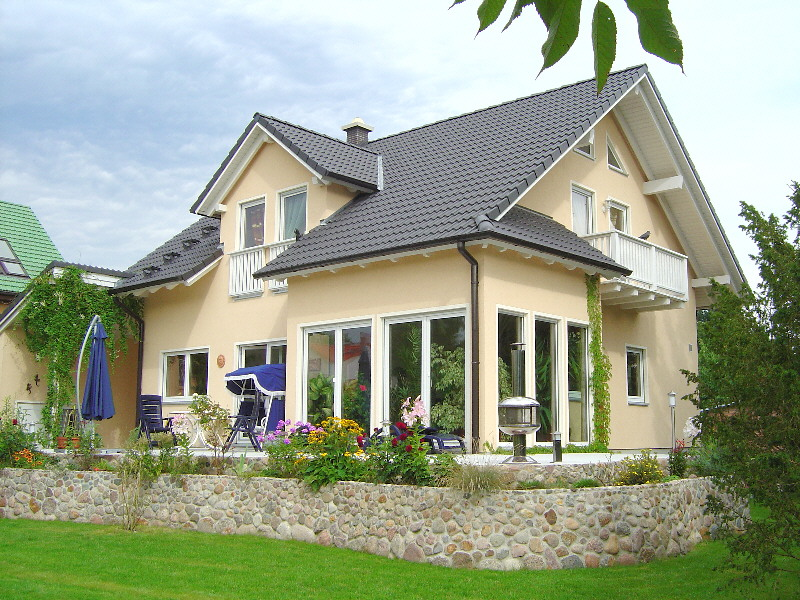
Bergfelde, Germania. Una moderna casa in legno strutturale
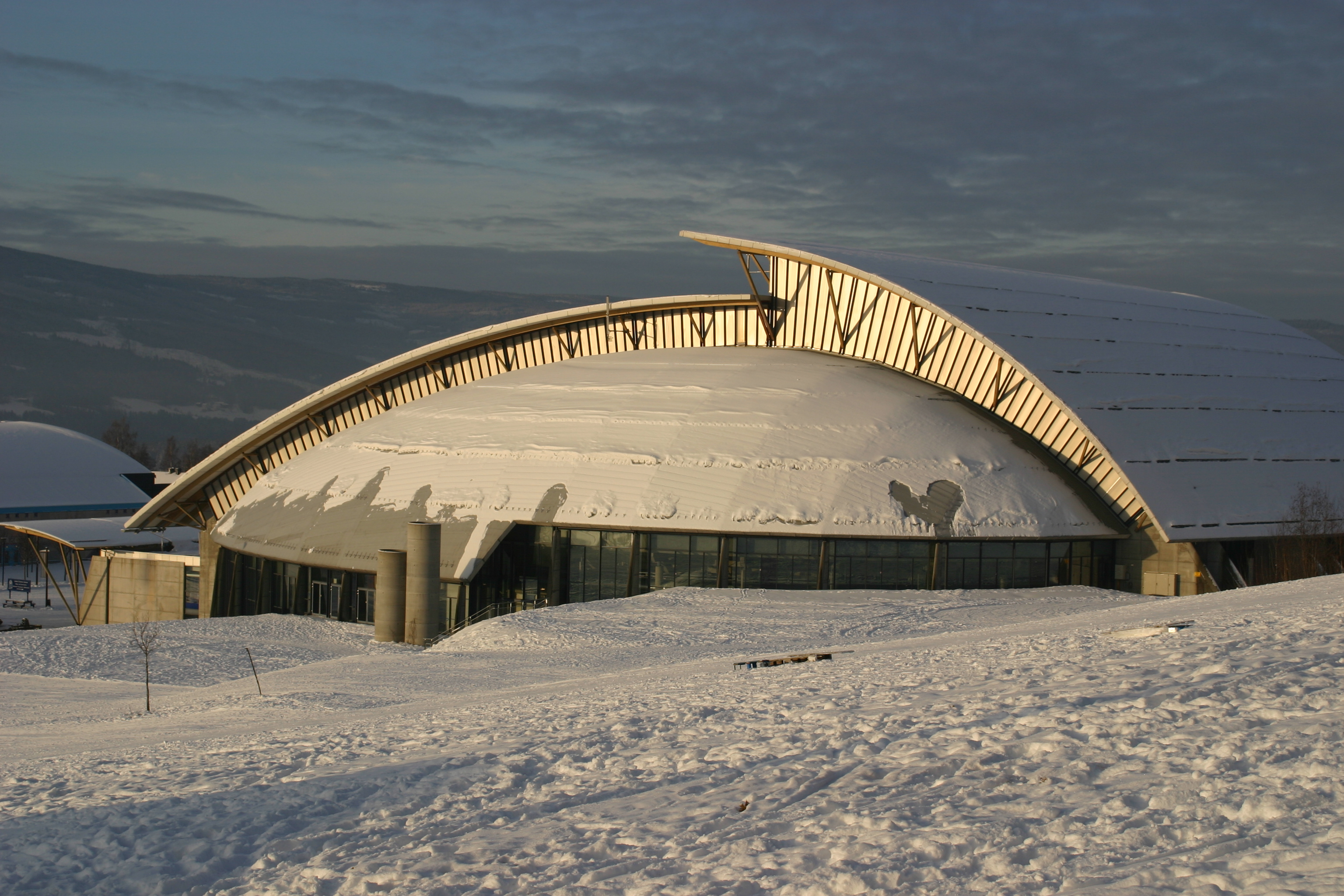
Lillehammer, Norvegia. Edificio per lo sport
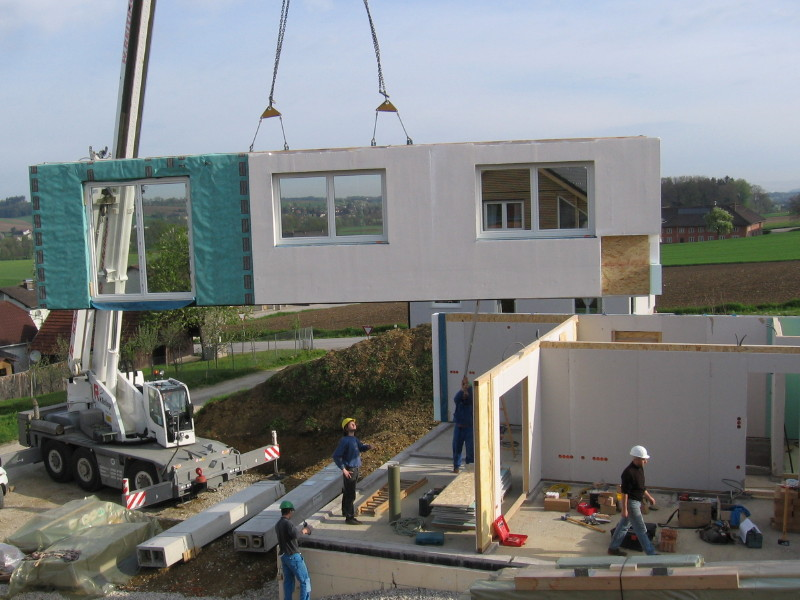
Le pareti in legno strutturale possono essere interamente prefabbricate
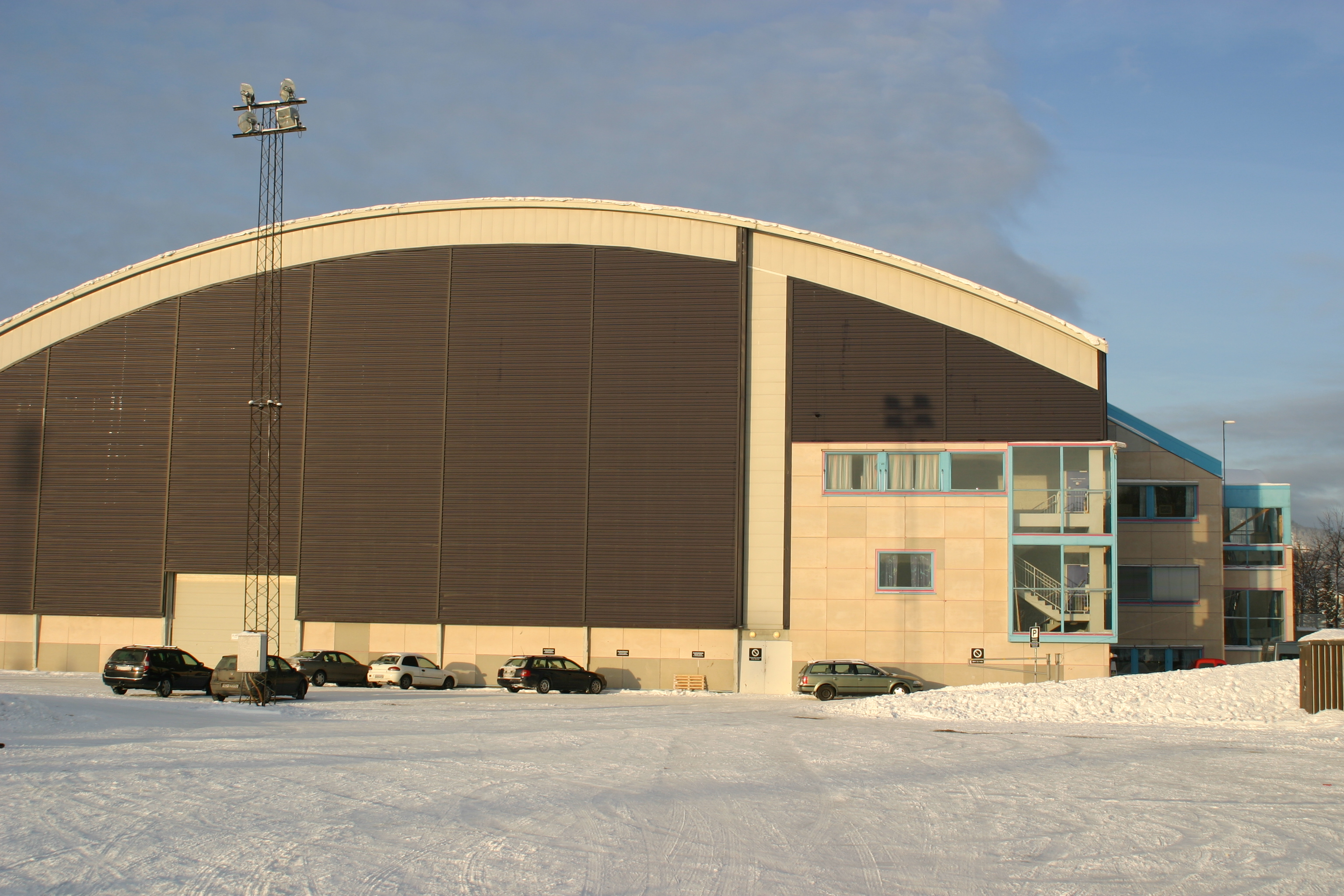
Lillehammer, Norvegia. Edificio per lo sport
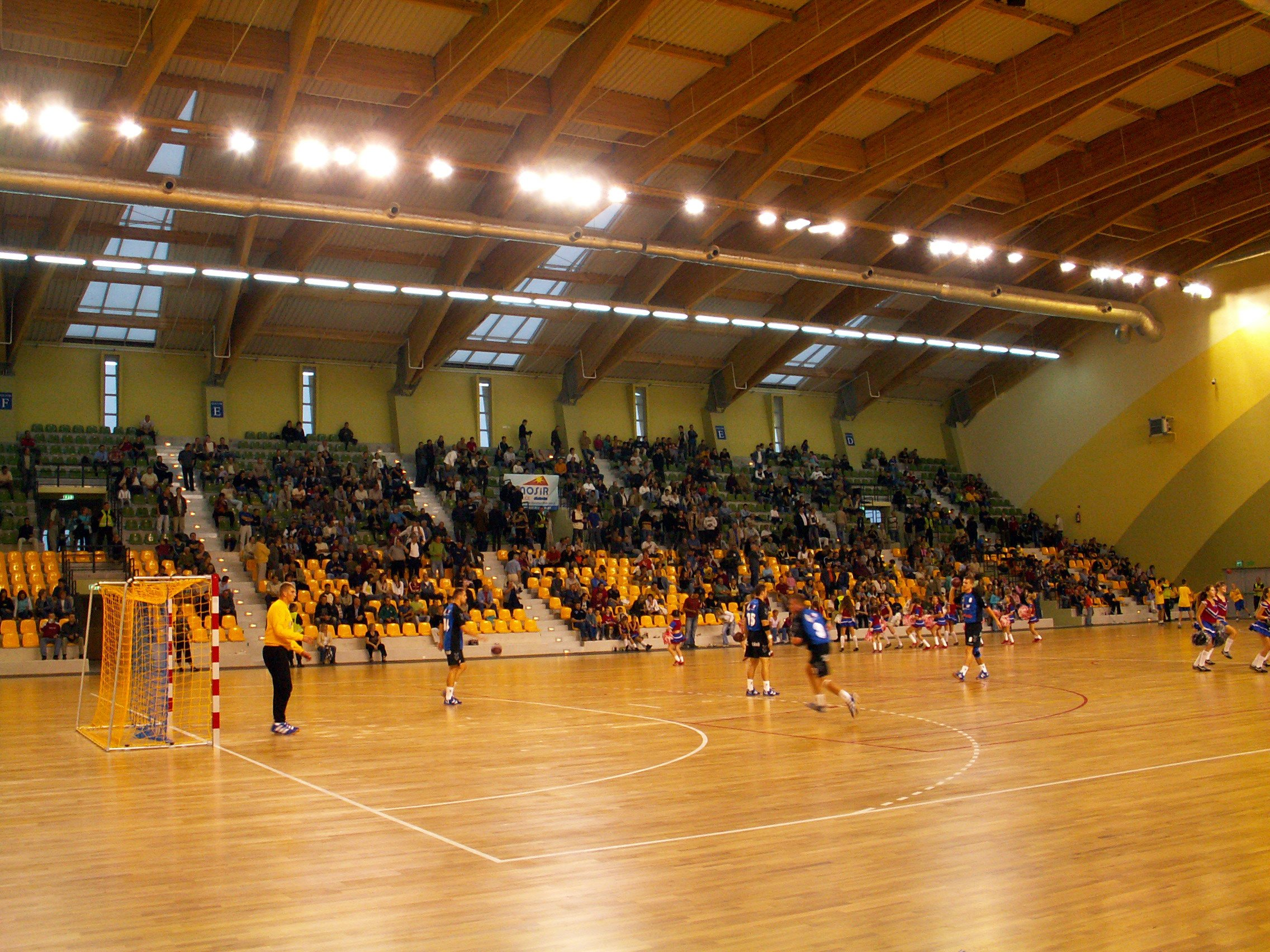
Kielce, Polonia. Edificio per lo sport
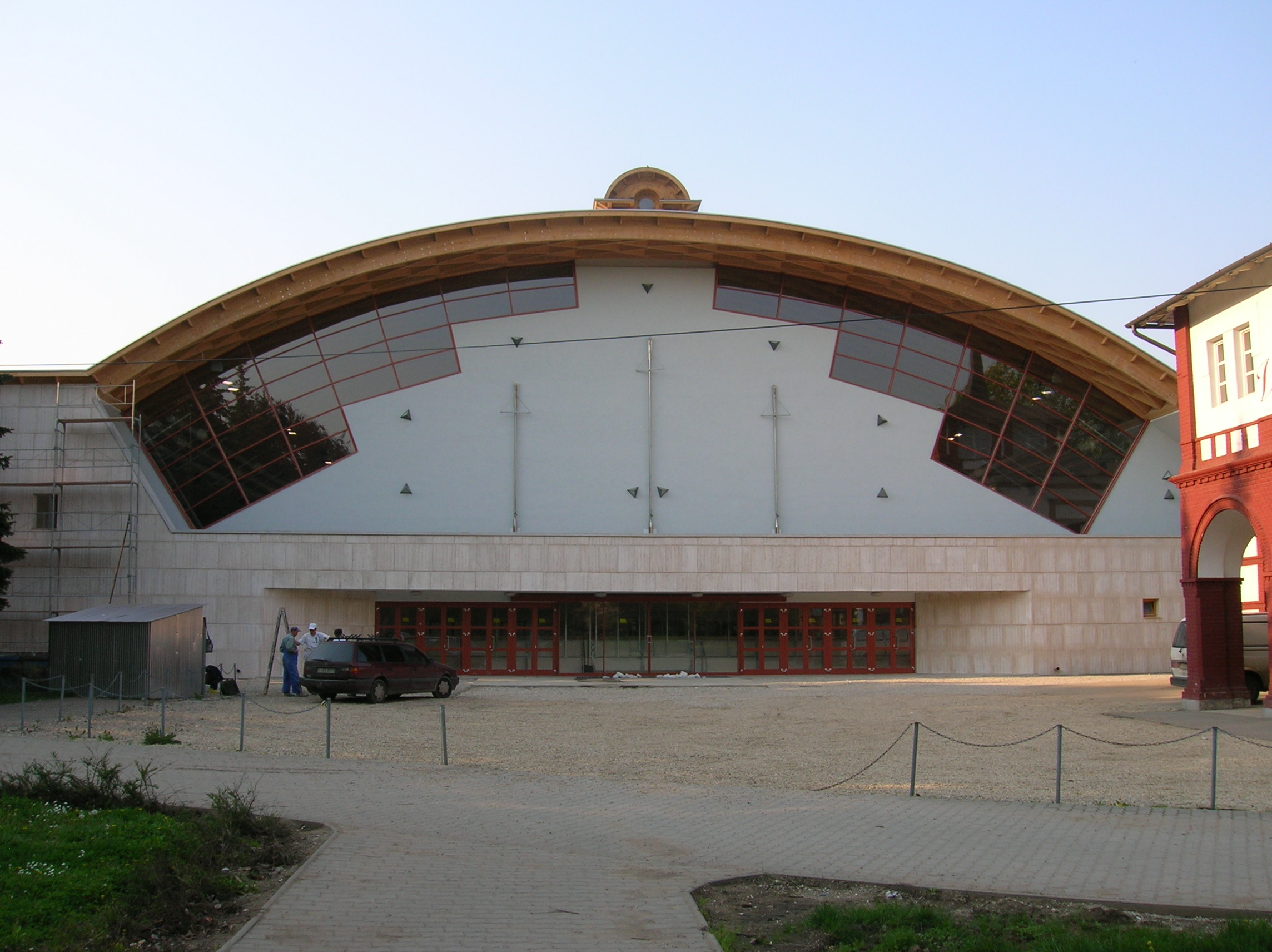
Miskolc, Ungheria. Edificio per lo sport